# 12. Division (Japanisches Kaiserreich)
Die 12. Division (jap. 第12師団, Dai-jūni Shidan) war eine Division des Kaiserlich Japanischen Heeres, die von 1898 bis 1945 bestand. Ihr Tsūshōgō-Code (militärischer Tarnname) war Schwert-Division (剣兵団, Ken-heidan).

## Allgemeine Daten
Die 12. Division war 1898 eine von sechs neu gegründeten Divisionen, nachdem 1888 auf Empfehlung des preußischen Militärberaters Jakob Meckel die ersten Divisionen des Kaiserlich Japanischen Heeres aus den seit 1871 bestehenden sechs regionalen Kommandos gebildet worden waren. Zuständig für die Präfektur Fukuoka lag das Hauptquartier der ca. 15.000 Mann starken Division in der Burg von Kokura.

## Geschichte der Einheit
Am 1. Oktober 1898 wurde sie als Karree-Division aus der 12. Brigade (14. und 47. Infanterie-Regiment) und 24. Brigade (24. und 48. Infanterie-Regiment), dem 12. Kavallerie-Regiment und dem 12. Gebirgsartillerie-Regiment aufgestellt.
Die Division wurde während des Russisch-Japanischen Krieges 1904–1905 unter dem Befehl von Generalleutnant Inoue Hikaru der 1. Armee zugeteilt, die unter ihrem Oberbefehlshaber General Kuroki Tamemoto am 8. Februar 1904 bei Tschemulpo landete. Von dort ging es auf die mandschurische Grenze zu, wo es am Fluss Yalu zur Schlacht am Yalu kam. Nach dem Rückzug der Russen folgte die 1. Armee dem Feind Richtung Motien-Pass, wo es im Juli 1904 den wichtigen Pass gegen die russischen Angriffe verteidigte. In den Folgemonaten nahm die 12. Division an den Schlachten von Liaoyang, Shaho, Sandepu und Mukden teil.
Während des Zweiten Japanisch-Chinesischen Krieges war sie als Garnisonseinheit in der Mandschurei eingesetzt. 1940 wurde sie in eine Triangulare Division (Division mit 3 Infanterie-Regimentern) umgewandelt und musste das 14. Infanterieregiment abgeben, das die Stammeinheit der neuen 25. Division wurde.
Im Zweiten Weltkrieg wurde die 12. Division nach Taiwan verlegt. Die Alliierten umgingen jedoch Taiwan. Die Division wurde, ohne in Kämpfe verwickelt worden zu sein, 1945 nach der japanischen Kapitulation aufgelöst.

## Gliederung

### 1898
- 12. Brigade
  - 14. Infanterie-Regiment
  - 47. Infanterie-Regiment
- 24. Brigade
  - 24. Infanterie-Regiment
  - 46. Infanterie-Regiment
- 12. Kavallerie-Regiment
- 12. Gebirgsartillerie-Regiment
- 12. Pionier-Regiment
- 12. Transport-Regiment

### 1937
- 12. Brigade
  - 14. Infanterie-Regiment
  - 24. Infanterie-Regiment
- 24. Brigade
  - 46. Infanterie-Regiment
  - 48. Infanterie-Regiment
- 2. Schwere Feldartilleriebrigade
  - 5. Schweres Feldartillerie-Regiment
  - 6. Schweres Feldartillerie-Regiment
  - 24. Feldartillerie-Regiment
  - 3. Unabhängiges Gebirgsartillerie-Regiment
- 4. Flak-Regiment
- 4. Flieger-Regiment
- 1. Panzer-Regiment
- 12. Kavallerie-Regiment
- 12. Pionier-Regiment
- 12. Transport-Regiment

### Zu Kriegsende 1945
- 24. Infanterie-Regiment
- 46. Infanterie-Regiment
- 48. Infanterie-Regiment
- 24. Feldartillerie-Regiment
- 18. Pionier-Regiment
- 18. Transport-Regiment

## Führung
Divisionskommandeure
- Tamura Hirokazu, Generalleutnant: 1. Oktober 1898 – 6. März 1899
- Inoue Hikaru, Generalleutnant: 13. März 1899 – 6. Juli 1906
- Asada Shun Hing, Generalleutnant: 6. Juli 1906 – 26. August 1910
- Ando Teibi, Generalleutnant: 26. August 1910 – 14. Februar 1912
- Yamane Take Akira, Generalleutnant: 14. Februar 1912 bis 27. November 1912
- Uchiyama Kojiro, Generalleutnant: 27. November 1912 – 22. August, 1913
- Fujii Shigeru Futoshi, Generalleutnant: 22. August 1913 – 11. Mai 1914
- Shiba Gorō, Generalleutnant: 11. Mai 1914 – 2. Juli 1918
- Shigemoto Narumoto, Generalleutnant: 2. Juli 1918 – 26. August 1919
- Kinoshita Usaburo, Generalleutnant: 26. August 1919 – 20. Juli 1921
- Morioka Shusei, Generalleutnant: 20. Juli 1921 – 6. August 1923
- Isomura Nen, Generalleutnant: 6. August 1923 – 28. Juli 1926
- Takejo Tsunesaburo, Generalleutnant: 28. Juli 1926 – 8. März 1928
- Jinshan Hisamatsu, Generalleutnant: 8. März 1928 – 1. August 1930
- Kihara Kiyoshi, Generalleutnant: 1. August 1930 – 29. Februar 1932
- Hajime Sugiyama, Generalleutnant: 29. Februar 1932 – 18. März 1933
- Kazuo Otani, Generalleutnant: 18. März 1933 – 15. März 1935
- Kiyoshi Katsuki, Generalleutnant: 15. März 1935 – 7. März 1936
- Shimizu Yoshishige, Generalleutnant: 7. März 1936 – 1. März 1937
- Yamada Otozō, Generalleutnant: 1. März 1937 – 8. Januar 1938
- Uemura Kiyotaro, Generalleutnant: 8. Januar 1938 – 9. März 1940
- Masakazu Kawabe, Generalleutnant: 9. März 1940 – 1. März 1941
- Kasahara Yukio, Generalleutnant: 1. März 1941 – 1. August 1942
- Numata Takezo, Generalleutnant: 1. August 1942 – 29. Oktober 1943
- Hitomi Shuzo Hidezo, Generalleutnant: 29. Oktober 1943 – September 1945